# Steve Jackson
Steve Jackson (född 1951 i Manchester, England) är en spelrecensent och skribent. Han är en av de kändaste författarna i spelindustrin.
Jackson grundade Games Workshop 1975 tillsammans med sin studiekamrat Ian Livingstone, och började distribuera Dungeons and Dragons senare det året. Tillsammans fick de Games Workshop att expandera från ett källarföretag till Storbritanniens största speltillverkare och återförsäljningskedja för rollspel, sällskapsspel och strategispel. I juni 1977 lanserade de båda speltidningen White Dwarf som än idag är stor inom figurspelsvärlden.
Under 1981 började Jackson och Livingstone fundera på att blanda rollspel med traditionellt bokläsande och resultatet blev Fighting Fantasy-serien. Den första spelboken skrevs tillsammans av Jackson och Livingstone men på grund av försäljningssuccén önskade bolaget Penguin books som publicerade boken att "ni skall skriva mer böcker så fort som möjligt" så de båda valde då att skriva böckerna var och en för sig. Bokserien gavs ut under 1982-1995 och när man lade ner utgivningen hade serien sålt över 15 miljoner exemplar översatta till 23 olika språk.
Idag arbetar Jackson på Lionhead Studios, som han grundade med Peter Molyneux.
Steve Jackson misstags ofta för en annan Steve Jackson, en amerikansk rollspelsdesigner. För att ytterligare bidra till förvirringen skrev även den amerikanska Jackson en bok i Fighting Fantasy-serien.